# Dietmar Lemcke
Dietmar Lemcke (* 13. Januar 1930 in Goldap, Ostpreußen; † 2. Februar 2020) war ein deutscher Maler und Hochschullehrer an der Universität der Künste Berlin.

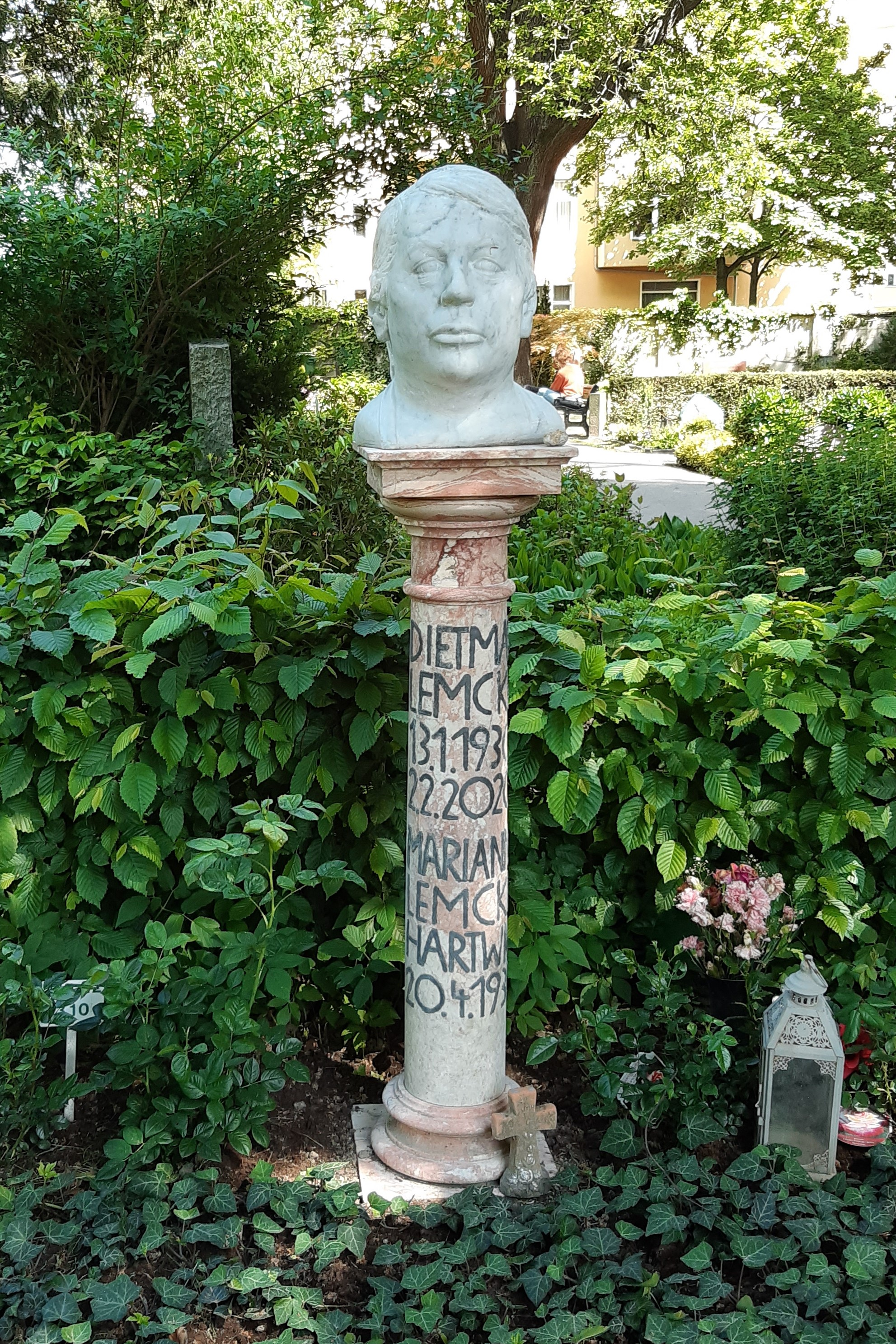
Das Grab von Dietmar Lemcke auf dem Friedhof Schöneberg III in Berlin-Friedenau.

## Leben
Nach der Flucht aus Ostpreußen studierte Lemcke in Berlin von 1948 bis 1954 an der Hochschule für Bildende Künste. Zu seinen Lehrern zählten Karl Schmidt-Rottluff, Karl Hofer sowie Ernst Schuhmacher (1905–1963). Unmittelbar nach Beendigung seines Studiums erhielt Lemcke 1954 ein einjähriges Stipendium an der Académie de Montmartre in Paris, an der zu dieser Zeit Fernand Léger Direktor war. Während seines Aufenthalts studierte an der Akademie auch noch der spätere Chansonier Serge Gainsbourg Malerei, bevor dieser sich wenige Jahre später ganz der Musik verschrieb. Lemcke erlebte auch den Fauvisten Jean Puy, ein enger Freund und Weggefährte von Henri Matisse, dessen Einflüsse auf Puy und auf Lemcke gleichermaßen in den Werken beider deutlich erkennbar sind. In Paris beschäftigte Lemcke sich noch vertieft mit den Werken Picassos, Braques und immer wieder dem Werk von Matisse, das zeitlebens großen Einfluss auf sein Schaffen ausübte. Auch die abstrakte Kunstrichtung des Tachismus hat Lemcke in seinem Pariser Jahr geprägt. Weitere prägende Einflüsse waren nach eigenem Bekunden Max Beckmann während dessen Amsterdamer Exiljahren sowie Emil Nolde in dessen Spätwerk. Lemcke selbst beruft sich bei der Einordnung seines eigenen Werks, quasi als Motto, auf einen Satz Beckmanns, wonach er soweit sichtbar ins Sichtbare vorstoße, um das Unsichtbare zu erfassen. Lemcke wird 1955 nach der Rückkehr aus Paris die Professur als Nachfolger von Erich Heckel an der Akademie der Bildenden Künste in Karlsruhe angetragen, die er jedoch ablehnte, weil er seine Zukunft in Berlin sah.
Lemcke übernahm 1964 eine Professur an der Hochschule für Bildende Künste Berlin und war dort 34 Jahre tätig. 1998 wurde Lemcke emeritiert. Zu seinen bekanntesten Schülern zählen Johannes Grützke sowie der spätere Dekan für Bildende Künste an der Universität der Künste in Berlin, Burkhard Held.
Lemcke ist Mitglied  im Deutschen Künstlerbund, er ist Mitglied der u. a. von seinen expressionistischen Lehrern Schmidt-Rottluff und Hofer sowie von Max Beckmann 1946 gegründeten Neuen Gruppe München, ferner gehört er der 1945 initiierten Neuen Darmstädter Sezession an. Bei allen drei Künstlervereinigungen hat Lemcke sich von 1955 bis 1990 an Ausstellungen mit eigenen Werken beteiligt.
Dietmar Lemcke war Mitglied im Deutschen Künstlerbund.
Kurz nach seinem 90. Geburtstag verstarb Dietmar Lemcke am 2. Februar 2020. Er wurde auf dem Berliner Friedhof Schöneberg III (Abteilung 22, Grab 310) beigesetzt.

## Werk
Neben grafischen Arbeiten, besonders in seinem Frühwerk, steht die Ölmalerei im Mittelpunkt seines Werkes, wobei der Landschaftsmalerei und dem Stillleben sein besonderes Augenmerk gelten. In seinen Werken ist der Einfluss des Expressionismus zu erkennen, sowie die Schulung unter den Meistern der Künstlervereinigung Brücke. Niemals strebte er die Auflösung der Gegenständlichkeit an, sehr wohl gibt er aber der Farbe den Vorzug vor der Form. Mit ihr modelliert er die Gegenstände und erreicht zum Teil eine  kraftvolle und lebendige Schilderung dessen, was er fühlt. Er selbst spricht davon, nach dem „absoluten Bild“ zu suchen, ohne dabei einen Endpunkt anzufixieren. Mit „absolut“ meint Lemcke, sich jedes Mal aufs Neue das Bild aus seiner eigenen Gestalt heraus zu erkämpfen: „im Rahmen der Bildfläche gehalten, auf die innerbildlichen Beziehungen und Klänge verweisend und sich so freisetzend von den Zufälligkeiten der Natur, fern aller spekulativen Verweise“.
Das wird besonders deutlich bei seinen herausragenden Arbeiten der Stillleben, in denen er Früchte aus Land und Meer – Quitten, Pfirsiche, Zitronen, Muscheln, Hummer etc. – in einer kraftvollen Farbgestaltung ebenso präsentiert wie seine Blumensträuße, wobei er all diesen Gegenständen meist den Rahmen durch ihre Anordnung auf oft nur angedeuteten Schüsseln oder Tellern gibt und sie dann auf monochrom gehaltenem und komplementär gestaltetem Grund in einen ortlosen Kosmos seiner Farben entlässt, was die Wirkung weiter steigert. Lemckes Bilder zeugen von ungeheurer Kraft, Intensität und Lebensbejahung, sie feiern den Reichtum der Natur als brodelnde Lebendigkeit, als überbordende Erotik des Lebens. Seine Motive fand Lemcke vor allem in der Provence.
Seine Werke hängen u. a. in folgenden Museen:
- Museum of Modern Art, New York
- Brooklyn Museum, New York
- Museum Ludwig, Köln
- Kunsthalle Bremen
- Berlinische Galerie, Berlin
- Kupferstichkabinett, Berlin

## Auszeichnungen
- Kunstpreis der Stadt Berlin für Grafik
- 1956: Förderpreis zum Cornelius-Preis in Düsseldorf
- 1958: Villa Massimo-Preis

## Ausstellungen (Auswahl)
- 1952 Kunstverein Hamburg (gemeinsam mit Rudolf Kügler)[7]
- 1963 Städtische Kunstsammlungen, Bonn
- 1966 Galerie Gerda Bassenge, Berlin
- 1978 Neuer Berliner Kunstverein, Berlin
- 1982 Orangerie Kassel (u. a.)
- 1985 Villa Massimo, Rom (u. a.)
- 1997 Darmstädter Sezession, Darmstadt
- 1999 Darmstädter Sezession, Darmstadt
- 2003 Galerie Bremer, Berlin
- 2011 Kammermusiksaal Friedenau, Berlin